# Philipp Hofmann
Philipp Hofmann (ur. 30 marca 1993 w Arnsbergu) – niemiecki piłkarz, grający na pozycji napastnika. Od sezonu 2022/2023 zawodnik VfL Bochum. W latach 2011–2015 młodzieżowy reprezentant kraju.

## Kariera juniorska
W latach 2001–2007 grał jako młodzik w TSV Rot-Weiß Wenholthausen. W latach 2007–2009 grał w SC Neheim. Natomiast w latach 2009–2011 FC Schalke 04. W tym ostatnim zespole zagrał w drużynie U17 24 mecze i strzelił 17 goli. Został mistrzem kraju w tej kategorii wiekowej.

## Kariera klubowa

### Wypożyczenie do SC Paderborn (2012–2013)
30 lipca 2012 roku został wypożyczony z Schalke do SC Paderborn 07 za 200 tys. euro. W tym zespole zadebiutował 11 sierpnia 2012 roku w meczu przeciwko VfL Bochum, wygranym 4:0, grając ostatnie 5 minut. Pierwszego gola strzelił 16 września 2012 roku w meczu przeciwko Erzgebirge Aue, wygranym 0:1. Do siatki trafił w 51. minucie. Pierwszą asystę zaliczył 21 października w meczu przeciwko FC St. Pauli, zremisowanym 1:1. Asystował przy golu w 71. minucie. Łącznie w Paderborn zagrał 31 ligowych meczów, strzelił 7 goli i raz asystował.

### Wypożyczenie do FC Ingolstadt (2013–2014)
14 lipca 2013 roku został wypożyczony do FC Ingolstadt 04. W tym zespole zadebiutował 10 sierpnia 2013 roku w meczu przeciwko Karlsruher SC, grając 28 minut. Pierwszego gola strzelił 23 sierpnia w meczu przeciwko Arminii Bielefeld, wygranym 3:2. Do siatki trafił w 31. minucie. Pierwszą asystę zaliczył 1 listopada w meczu przeciwko SC Paderborn 07 zremisowanym 1:1. Asystował przy golu w 27. minucie. Łącznie w Ingolstadt zagrał w 31 spotkaniach, strzelił 8 goli i zaliczył 2 asysty.
A w Schalke nie zagrał żadnego spotkania na poziomie seniorskim.

### 1. FC Kaiserslautern (2014–2015)
1 lipca 2014 roku trafił za milion euro do 1. FC Kaiserslautern. W tym zespole zadebiutował 4 sierpnia 2014 roku w meczu przeciwko TSV 1860 München, wygranym 3:2. Strzelił gola w debiucie, do siatki trafił w 80. minucie. Pierwszą asystę zaliczył 17 grudnia w meczu przeciwko temu samemu zespołowi, zremisowanym 1:1. Asystował przy golu w 85. minucie. Łącznie w tym zespole zagrał 30 spotkań, strzelił 6 goli i zanotował asystę.

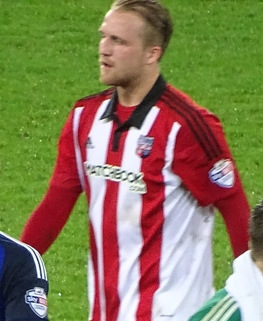
Philip Hofman w barwach Brentfordu (2015)

### Brentford F.C. (2015–2017)
25 lipca 2015 roku trafił za 2 mln euro do Brentford F.C. Zadebiutował tam 8 sierpnia w meczu przeciwko Ipswich Town, zremisowanym 2:2, grając cały mecz. Pierwszego gola strzelił tydzień później w meczu przeciwko Bristol City F.C., wygranym 2:4. Do siatki trafił w 71. minucie. Łącznie w Anglii zagrał 31 ligowych spotkań, strzelił 4 gole.

### Greuther Fürth (2017–2018)
1 lipca 2017 roku trafił za 250 tys. euro do Greuther Fürth. Ponownie w Niemczech zadebiutował 20 sierpnia w meczu przeciwko Holsteinowi Kilonia, przegranym 3:1, grając cały mecz. Pierwszego gola strzelił 8 września w meczu przeciwko Dynamowi Drezno, zremisowanym 1:1. Do siatki trafił w 82. minucie. Pierwszą asystę zaliczył 24 września w meczu przeciwko 1.FC Nürnberg, przegranym 1:3. Asystował przy golu w 79. minucie. Łącznie w tym zespole zagrał 9 ligowych spotkań, strzelił gola i zaliczył asystę.

### Eintracht Brunszwik (2018–2019)
23 stycznia 2018 roku trafił za 700 tys. euro do Eintrachtu Brunszwik. Zadebiutował tam 5 dni później w meczu przeciwko Erzgebirge Aue, wygranym 1:3. W debiucie asystował przy golu w 35. minucie. Pierwszego gola strzelił 8 kwietnia w meczu przeciwko Dynamowi Drezno, zremisowanym 1:1. Do siatki trafił w 23. minucie. Łącznie w Brunszwiku zagrał 50 meczów, strzelił 12 goli i zanotował 6 asyst.

### Karlsruher SC (2019–2022)
1 lipca 2019 roku przeszedł za darmo do Karlsruher SC. Zadebiutował tam 28 dni później w meczu przeciwko Wehen Wiesbaden, wygranym 1:2. Do siatki trafił w 61. minucie. Pierwszą asystę zaliczył 6 dni później w meczu przeciwko Dynamowi Drezno, wygranym 4:2. Hofman strzelił gole w 48. i 67. minucie, w dodatku asystował przy golu w 60. minucie. Łącznie do 3 stycznia 2022 roku zagrał w tym zespole 81 spotkań, strzelił 39 goli i zanotował 18 asyst.

## Kariera reprezentacyjna
W reprezentacji U18 zagrał w 3 meczach, zaliczając asystę.
W kadrze U19 zagrał w 10 meczach, strzelił 6 goli i raz asystował.
Jego statystyki dla kadry U20 to 6 meczów i 3 gole.
Natomiast w reprezentacji U21 zagrał 17 meczów, strzelił 9 goli i zanotował 3 asysty.

## Statystyki kariery
| Klub                       | Sezon              | Liga                 | Liga  | Liga   | Puchar kraju | Puchar kraju | Puchar ligi | Puchar ligi | Europa | Europa | Inne  | Inne   | Suma  | Suma   |
| Klub                       | Sezon              | Liga                 | Mecze | Bramki | Mecze        | Bramki       | Mecze       | Bramki      | Mecze  | Bramki | Mecze | Bramki | Mecze | Bramki |
| -------------------------- | ------------------ | -------------------- | ----- | ------ | ------------ | ------------ | ----------- | ----------- | ------ | ------ | ----- | ------ | ----- | ------ |
| Schalke 04 II              | 2011/12            | Regionalliga West    | 24    | 6      | —            | —            | —           | —           | —      | —      | —     | —      | 24    | 6      |
| Schalke 04                 | 2011/12            | Bundesliga           | 0     | 0      | 0            | 0            | —           | —           | 0      | 0      | —     | —      | 0     | 0      |
| SC Paderborn (wyp.)        | 2012/13            | 2. Bundesliga        | 30    | 6      | 1            | 0            | —           | —           | —      | —      | —     | —      | 31    | 6      |
| FC Ingolstadt 04 (wyp.)    | 2013/14            | 2. Bundesliga        | 31    | 8      | 2            | 1            | —           | —           | —      | —      | —     | —      | 33    | 9      |
| FC Ingolstadt 04 II (wyp.) | 2013/14            | Regionalliga Bayern  | 3     | 6      | —            | —            | —           | —           | —      | —      | —     | —      | 3     | 6      |
| 1. FC Kaiserslautern II    | 2014/15            | Regionalliga Südwest | 2     | 1      | —            | —            | —           | —           | —      | —      | —     | —      | 2     | 1      |
| 1. FC Kaiserslautern       | 2014/15            | 2. Bundesliga        | 29    | 6      | 3            | 3            | —           | —           | —      | —      | —     | —      | 32    | 9      |
| Brentford                  | 2015/16            | Championship         | 21    | 4      | 1            | 0            | 0           | 0           | —      | —      | —     | —      | 22    | 4      |
| Brentford                  | 2016/17            | Championship         | 10    | 0      | 0            | 0            | 1           | 0           | —      | —      | —     | —      | 11    | 0      |
| Brentford                  | Total              | Total                | 31    | 4      | 1            | 0            | 1           | 0           | —      | —      | —     | —      | 33    | 4      |
| Greuther Fürth             | 2017/18            | 2. Bundesliga        | 9     | 1      | 2            | 2            | —           | —           | —      | —      | —     | —      | 11    | 3      |
| Greuther Fürth II          | 2017/18            | Regionalliga Bayern  | 3     | 2      | —            | —            | —           | —           | —      | —      | —     | —      | 3     | 2      |
| Eintracht Braunschweig     | 2017/18            | 2. Bundesliga        | 12    | 1      | —            | —            | —           | —           | —      | —      | —     | —      | 12    | 1      |
| Eintracht Braunschweig     | 2018/19            | 3. Liga              | 38    | 10     | 1            | 0            | —           | —           | —      | —      | 1     | 1      | 40    | 11     |
| Eintracht Braunschweig     | Total              | Total                | 50    | 11     | 1            | 0            | —           | —           | —      | —      | 1     | 1      | 52    | 12     |
| Karlsruher SC              | 2019/20            | 2. Bundesliga        | 33    | 17     | 3            | 2            | —           | —           | —      | —      | —     | —      | 36    | 19     |
| Karlsruher SC              | 2020/21            | 2. Bundesliga        | 30    | 13     | 1            | 0            | —           | —           | —      | —      | —     | —      | 31    | 13     |
| Karlsruher SC              | 2021/22            | 2. Bundesliga        | 33    | 19     | 4            | 2            | —           | —           | —      | —      | —     | —      | 37    | 21     |
| Karlsruher SC              | Total              | Total                | 96    | 49     | 8            | 4            | —           | —           | —      | —      | —     | —      | 104   | 53     |
| VfL Bochum                 | 2022/23            | Bundesliga           | 0     | 0      | 0            | 0            | —           | —           | —      | —      | —     | —      | 0     | 0      |
| Łącznie w karierze         | Łącznie w karierze | Łącznie w karierze   | 308   | 100    | 18           | 10           | 1           | 0           | 0      | 0      | 1     | 1      | 327   | 111    |